# Ala de la Piedra
Ala de la Piedra es un barrio ubicado en el municipio de Orocovis en el estado libre asociado de Puerto Rico. En el Censo de 2010 tenía una población de 419 habitantes y una densidad poblacional de 29,14 personas por km².

## Geografía
Ala de la Piedra se encuentra ubicado en las coordenadas 18°10′47″N 66°30′38″O / 18.17972, -66.51056. Según la Oficina del Censo de los Estados Unidos, Ala de la Piedra tiene una superficie total de 14.38 km², de la cual 14.26 km² corresponden a tierra firme y (0.81%) 0.12 km² es agua.

## Demografía
Según el censo de 2010, había 419 personas residiendo en Ala de la Piedra. La densidad de población era de 29,14 hab./km². De los 419 habitantes, Ala de la Piedra estaba compuesto por el 90.69% blancos, el 4.06% eran afroamericanos, el 0.48% eran amerindios, el 4.06% eran de otras razas y el 0.72% pertenecían a dos o más razas. Del total de la población el 99.28% eran hispanos o latinos de cualquier raza.